# Viện Hồ Chí Minh và các lãnh tụ của Đảng
Viện Hồ Chí Minh và các lãnh tụ của Đảng là cơ quan trực thuộc Học viện Chính trị Quốc gia Hồ Chí Minh, có chức năng nghiên cứu về cuộc đời và tư tưởng của Chủ tịch Hồ Chí Minh và các đồng chí lãnh đạo chủ chốt của Đảng, quản lí thống nhất việc nghiên cứu về Hồ Chí Minh và các lãnh tụ của Đảng, xây dựng bản thảo cho các bộ toàn tập, tuyển tập và các tác phẩm chuyên đề của Chủ tịch Hồ Chí Minh và các lãnh tụ của Đảng; tiến hành giảng dạy bộ môn tư tưởng Hồ Chí Minh và các chuyên đề liên quan, biên soạn giáo trình và các tài liệu phục vụ giảng dạy. Tiền thân là Viện Nghiên cứu Chủ tịch Hồ Chí Minh và các đồng chí lãnh tụ khác của Đảng thuộc Viện Mac - Lênin, được thành lập năm 1987; sau đó hợp nhất với bộ môn Tư tưởng Hồ Chí Minh thuộc Học viện Chính trị Quốc gia Hồ Chí Minh (thành lập ngày 25 tháng 6 năm 1993) thành Viện Hồ Chí Minh và các lãnh tụ của Đảng (tháng 7 năm 1998).
Hiện nay, Viện Hồ Chí Minh và các lãnh tụ của Đảng có 3 phòng/ban (Ban nghiên cứu về Hồ Chí Minh và các lãnh tụ của Đảng, Ban giảng dạy, Phòng tư liệu - hành chính). Viện Hồ Chí Minh và các lãnh tụ của Đảng đã tổ chức thực hiện nhiều đề tài khoa học cấp nhà nước, cấp bộ; đào tạo bậc đại học và trên đại học và tổ chức các lớp bồi dưỡng về tư tưởng Hồ Chí Minh; tổ chức nhiều cuộc hội thảo về Hồ Chí Minh và các lãnh tụ của Đảng; biên soạn các công trình nghiên cứu về Hồ Chí Minh và các lãnh tụ của Đảng

## Các tác phẩm đã xuất bản
- 2 bộ "Hồ Chí Minh - Toàn tập" (10 tập và 12 tập)
- 2 bộ "Hồ Chí Minh - Tuyển tập" (2 tập và 3 tập)
- Bộ sách "Hồ Chí Minh - Biên niên tiểu sử" (10 tập)
- Và nhiều tác phẩm khác

## Giải thưởng
- Huân chương Lao động hạng nhất (1998)